# Moulin Choix
Le Moulin Choix est un moulin à vent situé à Gastins, dans le département de Seine-et-Marne, en France.

## Localisation
Le moulin est situé dans le département français de Seine-et-Marne, sur la commune de Gastins. Il se dresse à environ 1 km de Gastins en direction de Rozay-en-Brie, sur un plateau surplombant le village. 

## Description
Il est à la fois moulin-tour à calotte tournante et moulin-pivot. Sa tour mesure 8 mètres de haut et 6 mètres de diamètre.
De l'extérieur il ressemble à un moulin-tour mais à l'intérieur se trouve une crémaillère actionnant une couronne sur laquelle reposent le toit et les ailes. Il est équipé d'ailes du type Berton, premier modèle à crémaillère (1845).

## Historique
Le bâtiment actuel a sans doute été édifié au milieu du XVIIe siècle et ensuite remanié en 1828. Il a fonctionné jusqu'en 1915. Restauré, il a été remis au vent en 1977. Le moulin et son mécanisme sont classés aux monuments historiques le 9 décembre 1970.